# Неметали
Немета́ли — прості речовини, які не мають властивостей металів, а саме: металічного блиску, непридатні для кування, погано проводять тепло, електричний струм.
За електронною будовою зовнішнього енергетичного рівня атомів більшість неметалічних елементів є р-елементами, а водень і гелій — s-елементами. На зовнішньому енергетичному рівні мають від 3 до 8 електронів, крім водню та гелію (1 та 2 електрони відповідно). У хімічних реакціях атоми неметалів, як правило, приєднують електрони і перетворюються на негативно заряджені йони — аніони. Неметалічний характер елементів і хімічна активність неметалів посилюються в періодах зліва направо, а в головних підгрупах — знизу догори.
До неметалів відносять 22 хімічних елементи: водень, інертні гази, бор, вуглець, азот, кисень, галогени, кремній, фосфор, сірка, арсен, селен, телур. Типові оксиди неметалів є ангідридами. Різкої межі між металами, металоїдами та неметалами немає.
Частина неметалів має атомну будову. Із окремих атомів складаються інертні гази — гелій, неон, аргон, криптон, ксенон і радон. У графіті, алмазі, кремнію, борі, червоному фосфорі всі атоми сполучені один з одним. Водень, азот, кисень, фтор, хлор, бром, йод мають двоатомні молекули. Більшу кількість атомів містять молекули озону О3, білого фосфору Р4, сірки S8, фулерену С60. Атоми в неметалах сполучені ковалентними неполярними зв'язками.
| Група      | I | II | III | IV | V  | VI | VII | VIII |
| 1-й період | H |    |     |    |    |    |     | He   |
| 2-й період |   |    | B   | C  | N  | O  | F   | Ne   |
| 3-й період |   |    |     | Si | P  | S  | Cl  | Ar   |
| 4-й період |   |    |     |    | As | Se | Br  | Kr   |
| 5-й період |   |    |     |    |    |    | I   | Xe   |
| 6-й період |   |    |     |    |    |    |     | Rn   |